# 红崖天书
红崖天书，又被称为红崖碑、红崖古迹、红岩天书，是位于中国大陆贵州省安顺市关岭布依族苗族自治县的晒甲山崖石壁上的神秘符号，被称为“南中第一奇迹”，和仓颉书、夏禹书、夜郎天书、巴蜀图语、东巴文、岣嵝碑文字和仙居蝌蚪文并称为中国八种神秘文字。
天书并非篆刻，而是书写在一块长达百米，高达三十米的巨大浅红色石屏上，符号呈铁灰色，有数十个，大者如斗，小者如升，其形状若篆似隶。对其含义后人虽多有解读，但仍未取得一致的意见。对红崖天书的研究共有过三次高潮，分别为明朝嘉靖年间、清朝光绪年间和1990年代。

## 最初记载
对红崖天书的首次文献记载见于明朝贵州普安州举人邵元善在嘉靖二十五年（1546年）所作的《红崖诗》， 该诗写道：

红崖削立一千丈，刻划盘回非一状。参差时作钟鼎形，腾踯或成飞走象。
诸葛曾闻此住兵，至今铜鼓有遗声。即看壁上粉奇诡，图谱浑疑尚诅盟。

该诗不仅提到了红崖天书，而且给出了对其含义的解释，即认为是诸葛亮南征时的图谱示意图。

## 毁损
目前天书上的符号因遭到毁损而已大多无法辨认，而历史资料也存在很多矛盾和出入。由于天书既非阴文也非阳文，而是直接书写在石壁上的，无法拓印，在没有照相技术的情况下只能进行临摹，而历史上各种摹本之间有很大出入，有的多达50字，有的少至19字。
根据《永宁州志》的记载，光绪二十七年（1901年），安顺知府翟鸿锡想要红崖天书的拓片，永宁州团首罗光堂便使用腐蚀液涂抹在字的四周以便进行拓印，这种破坏天书原貌的做法遭到了当地人的反对，翟鸿锡又命人用朱砂对原迹进行了修复。贵州提督徐印川（一说为周达武）在其后视察时又在天书中加了一个虎字， 翟鸿锡以此时字迹进行临摹，共有二十多字。后来，由于自然或人为的原因，天书字迹日益淡化，1996年时只剩下七八个字隐约可见了。

## 解讀
后人对天书的含义进行了多种解释，说法不一，莫友芝认为是大禹治水至此所留的遗迹，《安顺府志》认为这是殷高宗石刻，近代有人认为是自然形成的石花，有人认为是少数民族文字，但都没有充足证据。
1999年，一名工程师聲稱红崖天书是明朝建文帝在靖难之役后逃到贵州所作的声讨燕王朱棣的檄文，其理由是碑文上有「丙、戌」二字，斷言這是指1406年的丙戌年，碑文上還有一個「允」字，是指建文帝朱允炆。但在古代，直呼帝王名字是大諱，而建文帝是於1402年失踪，何以會流落貴州，並於四年後寫下該檄文，文章未能釋除穿鑿附會之嫌。
根据其观点，红崖天书可能是运用了钟鼎文等篆隶书体，并对字形进行了肢解，亦文亦画。其文是伐燕诏檄，整个天书构成一幅图画，是御驾亲征图，文字直译为：

燕反之心，迫朕（皇龙）逊国。叛逆残忍，金川门破。残酷杀害（段、殴、牢、杀子民），致尸横、死亡、白骨累累，罄竹难书。使大明日月无光，变成囚杀地狱。须降伏燕魔做阶下囚（斩首消灭）。丙戌（年）甲天下之凤皇——允炆（御制）。 